# Mallecomigas
Mallecomigas is een geslacht van spinnen uit de familie Migidae.

## Soorten
- Mallecomigas schlingeri Goloboff & Platnick, 1987